# Cervlene, Lebedîn
Cervlene (în ucraineană Червлене) este localitatea de reședință a comunei Cervlene din raionul Lebedîn, regiunea Sumî, Ucraina.

## Demografie
Componența lingvistică a localității Cervlene
     Ucraineană (97,57%)
     Rusă (2,24%)
     Alte limbi (0,19%)
Conform recensământului din 2001, majoritatea populației localității Cervlene era vorbitoare de ucraineană (97,57%), existând în minoritate și vorbitori de rusă (2,24%).